# Wu Yi
Wu Yi (Wuhan, 11 novembre 1938) è una politica cinese, è la donna che ha raggiunto la più alta carica nel panorama politico cinese, rivestendo dal 2003 al 2008 il ruolo di Vice primo ministro.

## Biografia
Dopo essere entrata nel Partito Comunista Cinese nell'aprile del 1962, e terminato gli studi laureandosi come ingegnere petrolifero fu membro del comitato politico della Raffineria di Lanzhou, passando successivamente al Ministero dell'Industria Petrolifera.
Nel 1988 diventò vicesindaco di Pechino, poi viceministro nel 1991 e successivamente Ministro del Commercio Estero, detenuto dal 1993.
Dal 2003 detiene la carica di vicepremier e di Ministro della Sanità della Repubblica Popolare Cinese.
Wu Yi, venne soprannominata "la Lady di Ferro Cinese", gestendo con successo anche la transizione cinese dall'isolamento commerciale all'inserimento nel circuito del WTO, nel 1999.
Nel 2005 è stata insignita dell'Ordine dell'Amicizia dal governo della Corea del Nord.
Nel 2004, 2005 e 2007 è stata considerata dalla rivista Forbes al secondo posto fra le 100 donne più potenti del mondo e al terzo posto nel 2006.